# Sargento de armas de la Cámara de Representantes de los Estados Unidos
El Sargento de armas de la Cámara de Representantes de los Estados Unidos (en inglés: Sergeant at Arms of the United States House of Representatives) es el principal funcionario de protocolo y aplicación de la ley en la Cámara de Representantes de los Estados Unidos. El cargo está establecido por la segunda sección del artículo 1 de la Constitución de los Estados Unidos: «la Cámara de Representantes elegirá a su presidente y demás funcionarios». El actual sargento de armas es William McFarland, elegido el 7 de enero de 2023.

## Historia
El 1.er Congreso de los Estados Unidos adoptó muchos de los aspectos pertenecientes al Parlamento británico y a las legislaturas coloniales; uno de ellos el uso de una maza ceremonial como símbolo del orden, y por lo tanto, el puesto del sargento de armas. El 14 de abril de 1789, la Cámara acordó que se «[proporcionaría] un símbolo de oficio apropiado para el sargento de armas, de la forma y el dispositivo que indique el presidente, que [sería] llevado por el sargento cuando esté en la ejecución de su cargo».

## Responsabilidades
El sargento de armas está encargado de la seguridad del ala sur del Capitolio —donde se reúne la Cámara de Representantes—, los edificios que albergan las oficinas de la Cámara, los jardines circundantes y los estacionamientos. Además, se desempeña ex officio como miembro de la Junta de la Policía del Capitolio y de la Junta de Accesibilidad del Congreso, organiza funerales en el Capitolio y emite identificaciones para los congresistas y el personal. En ausencia del secretario de la Cámara, el sargento de armas preside la sesión de apertura de un congreso.
Al inicio de cada sesión legislativa, el sargento de armas —o el sargento de armas adjunto— escolta al presidente o al presidente pro tempore hacia el recinto de la Cámara sosteniendo la maza de la Cámara de Representantes, la cual colocará en un pedestal a la derecha del presidente. Si la Cámara se encuentra en Comité Plenario, situará la maza a una altura más baja. Este instrumento se lo considera un símbolo de la Oficina del Sargento de Armas, y es usado raramente para restaurar el orden y el decoro. El sargento de armas encabeza ciertos eventos ceremoniales, como investiduras presidenciales, sesiones conjuntas y discursos de mandatarios extranjeros al Congreso. Desde 1995, tras la abolición del cargo de portero de la Cámara de Representantes, anuncia la llegada del presidente al discurso del estado de la Unión.

## Elección
Al principio de un nuevo congreso, el presidente del caucus mayoritario ofrece una resolución para elegir a los funcionarios de la Cámara de Representantes, incluido el sargento de armas. Seguido de esto, el presidente del caucus minoritario presenta una enmienda a la moción, la cual es rechazada y se procede a aprobar la resolución, es decir, los candidatos del partido mayoritario. Si ocurre una vacante a lo largo de un congreso, el presidente de la Cámara está autorizado a designar un reemplazo interino hasta que la Cámara elija debidamente un reemplazo.